# Хризопраз
Хризопраз (от гръцки: χρυσός (хризос) = „златен“ и πράσον (прасинос) = „зелен“) е разновидност халцедона, който от своя страна пък е микрокристална разновидност на кварца. Следователно хризопразът има същите химични, физични и оптични свойства като халцедона. Хризопразът може да се намери сред находищата на серпентинит близо до с. Шклари в Полша.
Хризопразът има ябълково-зелен до изумрудено-зелен цвят поради примес на керолит – вид талк, съдържащ никел, цветът обаче може да избледнее с времето под въздействието на топлина и слънчева светлина. Това стареене на камъка може да бъде спряно или върнато назад, ако се съхранява на влажно място.
Хризопразът е популярен, но чувствителен скъпоценен камък, който често се имитира с помощта на зелено оцветен ахат, което обаче според регламентите на Международната конфедерация на бижутерите (CIBJO) трябва да бъде посочено върху продукта.